# Айда, Ясуаки
Айда Ясуаки (яп. 会田 安明), также Айда Аммэй, 10 февраля 1747 — 4 декабря 1817 — японский математик периода Эдо, принадлежавший к национальному японскому направлению математической науки — васан.
Айда Ясуаки внёс заметный вклад в область теории чисел и геометрии, и способствовал развитию методов упрощения непрерывных дробей. Первым в восточной Азии создал символ для обозначения равенства.
Является автором восьми книг и 2000 рукописей. Его работа «Сампо тэнсэй-хо сихан» считается одним из лучших и систематизированных трудов, описывающих японскую алгебраическую систему.

## Избранные работы
- 1784 — Сёяку конъицудзюцу (яп. 諸約混一術) OCLC 22057343766
- 1785 — Кайсэй сампо: (яп. 改精算法) OCLC 22049703851
- 1787 — Кайсэки сампо: кайсэйрон (яп. 改精算法改正論) OCLC 22056510030
- 1788 — Кайваку сампо: (яп. 解惑筭法) OCLC 22056510044
- 1797 — Сампо: какудзё (яп. 筭法廓如) OCLC 22057185824
- 1801 — сампо: хи хацуран (яп. 筭法非撥亂) OCLC 22057185770
- 1811 — Сампо: тэнсэй-хо синан (яп. 算法天生法指南)[2]